# یوهانس اوکهگم
یوهانس اوکهگم (انگلیسی: Johannes Ockeghem; تولد حدود ۱۴۲۵–۱۴۱۰ – درگذشته ۶ فوریه ۱۴۹۷ (سن ۸۷–۷۱)) آهنگساز، خوانندهٔ گروه کر و معلم موسیقی، اهل فرانسه بود. تاریخ تولد وی ناشناخته است و اوایل سال ۱۴۱۰ و اواخر سال ۱۴۳۰ حدس زده شده‌است.

## زندگی‌نامه
جزییاتی از زندگی اولیهٔ او وجود ندارد ولی مانند بسیاری از آهنگسازان آن دوره ابتدا به عنوان خوانندهٔ «گروه کر» در کلیسا مشغول به کار شد. وی در سال ۱۴۵۲ به دربار شارل هفتم پادشاه فرانسه راه یافت و سپس در تور فرانسه در خدمت لوئی یازدهم بود. او حدود سال ۱۴۵۲، به مقام کاپل‌مایستر منصوب شد و همچنین به عنوان خزانه‌دار در کلیسای نوتردام پاریس فعالیت کرد.

## فعالیت‌ها
اوکهگم با توجه به طولانی‌بودن شغل و وسعتِ شهرتش، آهنگساز پرکاری نبود و برخی از کارهای وی نیز از بین رفت. بسیاری از آثاری که قبلاً به او نسبت داده می‌شد، اکنون ثابت شده که متعلق به آهنگسازان دیگری است. وی از مشهورترین آهنگسازان «مکتب فرانسه-فلامان»، مسلط به کنترپوان و یکی از تأثیرگذارترین افراد سبکِ چندصدایی، در کنار موسیقیدانانی مانند گیوم دوفه و ژوسکن د پره قرار می‌گیرد. آشنایی با آثار او دشوار است، زیرا تقریباً هیچ مرجع بیرونی وجود ندارد و فقط مقداری آوازهای غیرمذهبی، رکوییم و مس از وی برجای مانده‌است.

## درگذشت
اطلاعاتی از محل اقامت وی در اواخر عمر در دست نیست، گرچه مشخص است که او در سال ۱۴۹۷ به بروخه رفته و احتمالاً در همان‌جا درگذشته است، زیرا وصیت‌نامهٔ وی در این شهر نوشته شده‌است.

## یادداشت
1. ↑  Franco-Flemish School